# مات غوتمان
مات غوتمان (بالإنجليزية: Matt Gutman)‏ هو صحفي أمريكي، ولد في 5 ديسمبر 1977 في وستفيلد في الولايات المتحدة.